# Denver Dynamite
Die Denver Dynamite waren ein Arena-Football-Team aus Denver (Colorado), das in der Arena Football League (AFL) spielte. Ihre Heimspiele trugen die Dynamite in der McNichols Sports Arena aus.

## Geschichte
Die Dynamite wurden 1987 und waren Gründungsmitglied der ebenfalls 1987 gegründeten AFL. Gründer war ein amerikanischer Geschäftsmann namens Sidney Schlenker. Sie wurden 1987 gleich in ihrem ersten Jahr ArenaBowl-Champion und sind damit erster Titelträger der Ligageschichte.
1988 setzten die Dynamite mit dem Spielbetrieb aus. Grund dafür waren Schlenkers Unmut über die finanziellen Regeln der Liga. So verkaufte er das Franchise an den Investmentbanker Gary Graham. Laut einem Bericht zahlte dieser 125.000 Dollar.
In den kommenden drei Jahren konnten die Dynamite in jedem Jahr die Postseason erreichen. Ein weiterer Titel sollte aber nicht mehr dazu kommen.
1991 wurde das Franchise aufgelöst. Denver sollte zwischen 2003 und 2008 ein weiteres Arena Football Franchise erhalten, das von John Elway gegründete Colorado Crush.

## Saisonstatistiken
| Jahr | Team                                 | Liga | S | N | Playoffs erreicht | Playoffrunde                                 |
| ---- | ------------------------------------ | ---- | - | - | ----------------- | -------------------------------------------- |
| 1987 | Denver Dynamite                      | AFL  | 4 | 2 | ja                | S ArenaBowl gg. Pittsburgh Gladiators 45:16  |
| 1988 | Dynamite setzten am Spielbetrieb aus |      |   |   |                   |                                              |
| 1989 | Denver Dynamite                      | AFL  | 3 | 1 | ja                | N Halbfinale gg. Pittsburgh Gladiators 37:39 |
| 1990 | Denver Dynamite                      | AFL  | 4 | 4 | ja                | N Halbfinale gg. Dallas Texans 25:26         |
| 1991 | Denver Dynamite                      | AFL  | 6 | 4 | ja                | N Halbfinale gg. Tampa Bay Storm 13:40       |

## Zuschauerentwicklung
| Jahr | Team                                 | Zuschauerdurchschnitt |
| ---- | ------------------------------------ | --------------------- |
| 1987 | Denver Dynamite                      | 12.098                |
| 1988 | Dynamite setzten am Spielbetrieb aus |                       |
| 1989 | Denver Dynamite                      | 6.435                 |
| 1990 | Denver Dynamite                      | 9.078                 |
| 1991 | Denver Dynamite                      | 6.207                 |